# Gérard Loncke
Gérard Loncke (* 15. Januar 1905 in Overpelt; † 13. März 1979 in Neerpelt) war ein belgischer Radrennfahrer.

## Sportliche Laufbahn
Loncke war im Straßenradsport und im Bahnradsport aktiv. 1926 gewann er die Straßenmeisterschaft der Junioren in Belgien. Von 1929 bis 1933 war er Unabhängiger und Berufsfahrer.
Viermal gewann er Etappen bei den Grand Tours. In der Tour de France holte er 1931 und 1932 einen Tageserfolg, im Giro d’Italia war er 1933 zweimal erfolgreich. 1928 holte er einen Etappensieg in der Belgien-Rundfahrt der Unabhängigen.
1930 gewann Loncke den Omloop der Vlaamse Gewesten, 1931 Antwerpen–Gent–Antwerpen, 1935 den Scheldeprijs vor Edward Vissers und den Grote Prijs Stad Sint-Niklaas. 1932 wurde er hinter Julien Vervaecke Zweiter bei Paris–Brüssel. Die Tour de France 1931 beendete Loncke nicht, 1932 wurde er 34. Im Giro d’Italia 1933 kam er auf den 34. Rang. Loncke bestritt auch einige Sechstagerennen, blieb dabei aber ohne Sieg.